# Gakh (quận)
Gakh (tiếng Azerbaijan:Qax) là một quận thuộc Azerbaijan. Dân số thời điểm năm 2012 là 51161 người.